# Aarhusi egyezmény
Az aarhusi egyezmény egy 1998 júniusában a dániai Aarhusban elfogadott, környezeti ügyekben az információhoz való hozzáférésről, a nyilvánosságnak a döntéshozatalban történő részvételéről és az igazságszolgáltatáshoz való jog biztosításáról szóló megállapodás. A nemzetközi környezetvédelmi konferenciák sorozata után elfogadott egyezmény újszerűnek számít az eddigi környezetvédelmi szerződésekhez képest, hiszen pillérei és a gondolatai már korábban elfogadott nemzetközi egyezmények egyes elemeit foglalja egy egységes keretbe. Az aarhusi egyezmény eszméje egy minőségi előrelépést jelenthet a környezetvédelem és akár az energetika területén is.

## Létrejöttének története
Az aarhusi egyezmény közvetett előzményeként az 1992-ben megrendezett riói konferencia tekinthető, hiszen ennek keretében elfogadott riói egyezmény 10. elvén alapul az aarhusi egyezmény fő eszmeisége. A dániai városban aláírt egyezmény közvetlen előzményének egyrészt az 1990-ben Bergenben, „Cselekvés a közös jövőért elnevezésű”, az EGB és a norvég kormány által közösen szervezett konferencia keretében elindított folyamat, másrészt ennek a folytatásaként 1991-ben elindított „Európa Környezetéért” elnevezésű konferenciasorozatok tekinthetőek.
A dániai konferenciát , amely keretében aláírásra került az egyezmény, a luzerni és a szófiai miniszteri találkozó előzte meg. Az Egyezmény kidolgozásában egyedülálló módon NGO-k is részt vettek. Jelenleg az egyezménynek 46 részes fele van, köztük van Magyarország is, amely 1998-ban aláírta majd 2001-ben ratifikálta azt.

### Az egyezmény pillérei
Az első pillér: környezeti információkhoz való hozzáférés.
Az egyezmény 4. és 5. cikke tartalmaz erre vonatkozó rendelkezéseket.
- Passzív aspektus: Érdekeltség bizonyítása nélkül, a kérelmezők számára a hatóságok kötelessége, hogy hozzáférhetővé tegyék az általuk birtokolt környezeti információkat. A negyedik cikk, tartalmazza azokat a kivételeket, amelyek esetén elutasítható az adott kérelem.
- Aktív aspektus: Kötelezettség a hatóságok számára, hogy ezen a területen működjön aktív adatszolgáltatás, frissítés, terjesztés, információgyűjtés, elektronikus adatbázis.

A második pillér: részvétel környezeti ügyekben való döntéshozatali eljárásokban.
Az egyezmény 6., 7. és 8. cikke tartalmazza az erre vonatkozó rendelkezéseket.
Az egyezmény minimális követelményeket határoz meg a nyilvánosság részvételével kapcsolatban a különböző környezeti ügyek döntéshozatali folyamata során. A felsorolt tevékenységek döntés előkészítés folyamatának során kellő időt kell biztosítani a programok, tervek megismeréséhez az érintett nyilvánosság számára, illetve, hogy észrevételét jelezhesse. A pillér célja, hogy az időben is hatékony bejelentést követően, tehát észszerű időkeretet hagyván biztosítsa a részvétel lehetőségét.
A harmadik pillér: igazságszolgáltatáshoz való jog.
Ez a pillér megerősíti az első két pillért, illetve megállapítja a polgárok és a nem kormányzati szervek részvételét a vonatkozó jogszabályok végrehajtását illetően is. A pillér megvalósulásának kívánatos célja, hogy tisztességes, méltányos, időszerű, és nem kizáróan költséges módon biztosítsa az igazságszolgáltatás jogát és igénybevételét.
A 3 kontextus:
- információkérés esetében felülvizsgálja az eljárást
- nyilvánosság döntéshozatalban való részvételi jogával kapcsolatban fordulhat
- általános szerep, környezetvédelmi jog területén történő kihívások

### Az egyezmény működése, intézmények
A felek találkozói (Meeting of Parties).
- Legfontosabb irányító testület, magában foglalja az összes részes Felet (megfigyelőként jelen vannak: nem kormányzati, és kormányközi testületek)
- Feladata: az egyezmény végrehajtásának vizsgálata, szükséges intézkedések meghozatala.

Elnökség (Bureau)
A felek ülésén megválasztott és kijelölt tagok, hogy a rendes üléseken kívül is tartsanak többször időszaki üléseket.
Munkacsoport (Working Group).
- A felek találkozói első ülésén hozták létre
- Munkaprogramok végrehajtásának felügyelete, a felek találkozói üléseinek előkészítése
- A felek találkozói által létrehozott kisegítő testületek irányítása és felügyelete
- Figyelemmel kíséri a módosításokat, az egyezmény céljaival összhangban javaslatokat és ajánlásokat tesz, illetve egyéb feladatokat is ellát ha a felek találkozói megkéri

Jogkövetési Bizottság (Compliance Comittee)
- 2002-ben hozták létre, hogy egy független, nem konfrontációs bírói testületként működjön
- Az egyezmény céljainak megvalósulása, teljesítésének felülvizsgálatára hoztak létre a keretein belül működő mechanizmust, illetve magát a Jogkövetési Bizottságot.

## Az egyezmény újszerűsége[7]
- Összekapcsolja a környezeti és emberi jogokat
- Már meglévő, korábbi egyezményekhez hasonlóan elismeri, hogy felelősséggel tartozunk a jövő nemzedékének[8]
- Fenntartható fejlődés csak akkor érhető el, ha az összes illetékest, érdekeltet bevonják
- Állami-kormány elszámoltathatóságot összekapcsolja a környezetvédelemmel
- Az állam és az állami hatóságok közötti kapcsolatra fókuszálva – demokratikus környezet megteremtése
- Környezeti – az energia ügye mindenki ügye, ezért az egyezmény alapvetően ezt állítja központjában: emberek – állam-kormány, környezet – energia kapcsolata
- Elszámoltathatóság –átláthatóság – fogékonyság
- Jog- kötelezettség az információhoz való hozzáférés, a nyilvánosság részvétele, igazságszolgáltatáshoz való jog területén

## Fordítás
- Ez a szócikk részben vagy egészben  az   Aarhus Convention című angol Wikipédia-szócikk ezen változatának fordításán alapul.  Az eredeti cikk szerkesztőit annak laptörténete sorolja fel. Ez a jelzés csupán a megfogalmazás eredetét és a szerzői jogokat jelzi, nem szolgál a cikkben szereplő információk forrásmegjelöléseként.